# Korçë distrikt
Korças distrikt (albanska: Rrethi i Korçës) var ett av Albaniens 36 distrikt. Det hade ett invånarantal på 143 500 och en yta på 1 752 km². Det var beläget i centrala Albanien, och centralorten var Korça. Andra orter var Maliqi och Voskopoja.